# Void Eternal
Void Eternal (englisch Ewige Leere) ist das fünfte Studioalbum des US-amerikanischen Sängers und Rappers nothing, nowhere. Das Album erschien am 31. März 2023 über Fueled by Ramen.

## Entstehung
Um das Album aufnehmen zu können, baute nothing, nowhere. (bürgerlich: Joe Mulherin) ein eigenes Studio in einer restaurierten Scheune im US-Bundesstaat Vermont. Den Großteil des Albums nahm Mulherin im Alleingang auf. Unterstützt wurde er lediglich vom ehemaligen Counterparts-Gitarristen Blake Hardman, dem Tontechniker Brody McKeegan und dem Produzenten Taylor Morgan. Für das Album wurden zahlreiche Gastmusiker verpflichtet, wie Will Ramos von Lorna Shore, Pete Wentz von Fall Out Boy, Buddy Nielsen von Senses Fail, der Rapper Freddie Dredd sowie die Bands SeeYouSpaceCowboy, Silverstein, Static Dress und Underoath. Die große Anzahl der Gäste erklärte er damit, dass es in der Rockszene im Gegensatz zum Rap „an Zusammenarbeit fehlen“ würde. Joe Mulherin hat für das neue Album einfach „die Musik, mit der er aufgewachsen ist, genommen und ihr seinen eigenen Stempel aufgedrückt“. Er würde Nu Metal und Post-Hardcore lieben und hätte daher eine Mischung aus beidem gemacht. Die zwölf Lieder des Albums würden eine Reise in die Dunkelheit beschreiben. Joe Mulherin möchte das sein, was Linkin Park für ihn waren.

„Ich will in genau diesem Ausmaß Inspiration und Trost bieten und ich möchte für einen jungen Menschen, der gerade zu kämpfen hat, ein sicherer Hafen sein. Ich habe dieses Album exakt so gemacht, wie ich es haben wollte – ohne jeglichen Einfluss von außen. Es ist die reinste Ausdrucksform, die ich musikalisch erschaffen konnte. Das ist die Musik, die mich zu dem gemacht hat, was ich bin – und die will ich jetzt zurückgeben.“

Die Titel des Albums behandeln düstere Themen wie Hoffnungslosigkeit, Angst, Isolation, Furcht und Selbsthass. Für ihn hätte es sich „einfach gut gefühlt, dies alles rauszulassen“. Die einzelnen Songtitel wurden wie Dateien stilisiert, die man Anfang der 2000er Jahre illegal über Tauschbörsen wie LimeWire oder Napster herunterladen konnte. Musikvideos wurden für die Lieder Memory Fracture, Misery Syndrome, Cyanide, Thirst4Violence und Venom veröffentlicht.

## Titelliste
| Nr. | Titel               | Stilisierung      | Gastmusiker                 | Länge |
| --- | ------------------- | ----------------- | --------------------------- | ----- |
| 1   | Anxiety             | ANX13TY           |                             | 3:27  |
| 2   | Tragedy             | TRAG3DY           | Will Ramos                  | 3:25  |
| 3   | Psycho Psychiatry   | PSYCHO_PSYCHIATRY | SeeYouSpaceCowboy           | 3:49  |
| 4   | Chromakiller        | CHR0MAKILL3R      |                             | 3:42  |
| 5   | Suicide Pact        | SUICIDE_PACT      |                             | 3:39  |
| 6   | Thirst for Violence | THIRST4VIOLENCE   | Freddie Dredd & Silverstein | 2:20  |
| 7   | Cyanide             | CYAN1DE           | Pete Wentz                  | 3:52  |
| 8   | Eraser              | ER4SER            |                             | 3:19  |
| 9   | Fortune Teller      | FORTUNE_TELLER    | Static Dress                | 3:22  |
| 10  | Misery Syndrome     | M1SERY_SYNDROME   | Buddy Nielsen               | 3:04  |
| 11  | Venom               | VENOM             | Underoath                   | 3:50  |
| 12  | Memory Fracture     | MEMORY_FRACTURE   |                             | 4:19  |

## Rezeption
Melanie Bonk vom deutschen Onlinemagazin Morecore beschrieb Void Eternal als „gelungenes Album“ und die Features wäre „gut und passend gewählt“. Allerdings bemängelte sie, dass es „ein paar mehr Tracks ohne Kollaboration auch getan hätten“. Bonk vergab 6,5 von zehn Punkten. Jonathan Schütz vom deutschen Magazin Visions kritisierte, dass Void Eternal „nahezu alles verkörpert, wofür man Nu Metal hassen“ könne. Die Songs wären „strukturell eine Katastrophe und die gar nicht mal so schlechten Refrains sind austauschbar“. Schütz vergab drei von zwölf Punkten.